# Kofink Schels
Kofink Schels ist ein deutsches Architekturbüro, das 2014 von Sebastian Kofink und Simon Jüttner in München gegründet wurde.

## Partner
Simon Jüttner (* 1982 in Dachau; geboren Schels) studierte Architektur an der TU München und gründete zusammen mit Markus Lanz und Sebastian Schels PK Odessa Co. Er lehrte als Gastdozent bei Carlo Baumschlager an der ADBK München (2015–18), als Lehrbeauftragter an der Hochschule für Technik Stuttgart (2020–21) und aktuell als Gastprofessor an der TU München. Er ist Mitglied im Bund Deutscher Architekten.
Sebastian Kofink (* 1984) machte eine Ausbildung zum Tischler und studierte anschließend Innenarchitektur und Architektur in Rosenheim, Prag und Liechtenstein. Er arbeitete bei Carsten Nicolai, Martin Bühler, Finsterwalder Architekten, Roger Bundschuh und Regional Associates. Kofink lehrte als Assistent bei Uta Graff (2012–14) und als wissenschaftlicher Mitarbeiter bei Roger Boltshauser und Florian Nagler (2015–21) an der TU München, aktuell als Gastprofessor bei Florian Nagler an der TU München und als Lehrbeauftragter bei Valentin Bontjes van Beek an der Hochschule München (seit 2021). Er ist Mitglied im Bund Deutscher Architekten.

## Bauwerke
Kofink Schels Bauten werden fotografisch von Sebastian Schels dokumentiert.
- 2015: Sanierung Hinterhofhaus, München mit Maren Weitz
- 2014–16: T.I.A. House, Almería
- 2015–16: Atelier, Rueyres
- 2016–17: Haus, Freising
- 2017–19: Haus mit zwei Säulen, Polling
- 2017–20: Wählvermittlungsstelle, Bad Hindelang[7]
- 2018–22: Mehrgenerationenhaus, Kranzberg mit büro dantele
- 2020–22: Erweiterung Frauenpension, Burgberg

## Auszeichnungen und Preise
- 2016: Förderpreis für Architektur der Landeshauptstadt München
- 2017: Bauwelt Preis für Atelier, Rueyres
- 2018: Anerkennung – Weißenhof Architekturförderpreis
- 2020: Stipendium der Deutsche Akademie Rom (Casa Baldi) für Simon Jüttner[8]
- 2021: Thomas Wechs Preis für Wählvermittlungsstelle, Bad Hindelang
- 2021: Gestaltungspreis der Wüstenrot Stiftung für Wählvermittlungsstelle, Bad Hindelang[9]
- 2022: Holzbaupreis Bayern für Mehrgenerationenhaus, Kranzberg[10]
- 2023: Auszeichnung – Deutscher Städtebaupreis für Mehrgenerationenhaus, Kranzberg[11]
- 2024: Shortlist – DAM Preis für Mehrgenerationenhaus, Kranzberg[12]

## Ausstellungen
- 2016: Making Heimat, Architekturbiennale Venedig
- 2016: Förderpreis, Lothringer 13
- 2018: The Next Possible City, Architekturgalerie München
- 2018: Architekturförderpreis, Weißenhof Architekturgalerie
- 2023: Europelago, Milan Design Week

## Publikationen
- Buero Kofink Schels: In Practice. 2021